# Группоид (теория категорий)
Группо́ид в теории категорий — категория, в которой все морфизмы являются изоморфизмами. Группоиды можно рассматривать как обобщение групп: категория, соответствующая группе {\displaystyle G}, имеет ровно один объект и по одной стрелке для каждого элемента {\displaystyle g} из {\displaystyle G}, композиция стрелок задаётся как умножение соответствующих элементов в группе, при этом каждая стрелка является изоморфизмом; таким образом, множество стрелок группоида можно рассматривать как некоторое множество с частично определённой бинарной операцией умножения, так что для каждого элемента существуют левый и правый обратный, а также левая и правая единица по умножению.
Группоиды естественно заменяют в теории категорий группы симметрий и возникают при классификации классов изоморфных объектов.
Любая категория, являющаяся группой, является группоидом. Для произвольной категории {\displaystyle C} группоидом является подкатегория {\displaystyle D\hookrightarrow C}, объекты которой совпадают с объектами {\displaystyle C}, а морфизмами являются всевозможные изоморфизмы в {\displaystyle C}.
Для линейно связного топологического пространства {\displaystyle X} определяется его фундаментальный группоид {\displaystyle \Pi _{1}(X)} как 2-категория, объектами которой являются все точки из {\displaystyle X}, а стрелки из {\displaystyle x\in X} в {\displaystyle y\in X} соответствуют всевозможным (геометрическим) путям из {\displaystyle x} в {\displaystyle y}:
{\displaystyle f\colon [0;1]\to X,~f(0)=x,\;f(1)=y}.
Две функции {\displaystyle f} и {\displaystyle g} задают один и тот же путь, если существует {\displaystyle s:[0;1]\to [0;1]}, так что {\displaystyle f=g\circ s} или {\displaystyle g=f\circ s}. Композиция стрелок задаётся композицией путей:
{\displaystyle fg(t)={\begin{cases}f(2t),\;0\leqslant t\leqslant 1/2\\g(2t-1),\;1/2\leqslant t\leqslant 1\end{cases}}}.
2-морфизм из {\displaystyle f} в {\displaystyle g} — это гомотопия из {\displaystyle f} в {\displaystyle g}. Фундаментальный группоид является категорификацией фундаментальной группы. Его преимущество в том, что в пространстве не требуется выбор отмеченной точки, так что не возникает проблем с неканоничностью изоморфизма фундаментальных групп в разных точках или с пространствами, имеющими несколько компонент связности. Фундаментальная группа петель из точки {\displaystyle x\in X} возникает как группа 2-изоморфных автоморфизмов объекта {\displaystyle x\in \Pi _{1}(X)}.
Категория векторных расслоений ранга {\displaystyle n} над стягиваемым пространством с невырожденными отображениями естественно образует группоид; в связи с этим вводится понятие джерба (который является частным случаем стека), представляющего собой структуру на категории пучков заданного типа. Джербы являются геометрическими объектами, классифицируемыми группами когомологий {\displaystyle H^{2}(X,{\mathcal {G}})}, где {\displaystyle {\mathcal {G}}} — пучок групп на {\displaystyle X}. Понятие особенно важно в случае неабелевых групп {\displaystyle {\mathcal {G}}}.